# Marcel Aubert
Marcel Aubert, född 9 april 1884, död 28 december 1962, var en fransk konsthistoriker.
Aubert var under många år anställd vid Louvren och blev professor i medeltidsarkeologi vid École des Beaux-Arts, var verksam i flera arkeologiska sällskap och kommissioner och senare direktör för Société française d'archéologie. Han utgav arbeten om katedralerna i Senlis (1910) och Paris (1920) och La sculpture française du moyen âge et de la renaissance (1926) och L'art français à l'époque romane. Architecture et sculpture (3 band, 1929-32). Från 1910 utgav han Répertoire d'art et d'archéologie.